# Trausnitzer Sühne
Als Trausnitzer Sühne wird ein Abkommen zwischen Ludwig dem Bayern und Friedrich dem Schönen vom 13. März 1325 bezeichnet. Der Name bezieht sich dabei auf die Burg Trausnitz, auf der Friedrich zuvor von Ludwig gefangen gehalten worden war.

## Vorgeschichte
Nach dem Tod Heinrichs VII. 1313 wurden sowohl der Wittelsbacher Ludwig als auch der Habsburger Friedrich 1314 zum römisch-deutschen König gewählt und gekrönt. Es folgte eine Reihe militärischer Auseinandersetzungen, bis Friedrich schließlich 1322 nach der Schlacht von Mühldorf gefangen genommen wurde. Die Brüder des Habsburgers leisteten jedoch weiterhin Widerstand gegen Ludwig IV. Darüber hinaus wurde der Wittelsbacher am 23. März 1324 durch Papst Johannes XXII. exkommuniziert. In dieser Situation entschloss sich Ludwig zu einem Ausgleich mit dem Habsburger.

## Inhalt
Friedrich verzichtete auf die Königskrone und erkannte Ludwig als rechtmäßigen König an. Jegliches Reichsgut sollte an den Wittelsbacher ausgehändigt werden und auch die Lehnshuldigungen für Rechtstitel sollte nachgeholt werden. Darüber hinaus sagte Friedrich seinem Vetter Ludwig uneingeschränkte Hilfe zu, auch gegenüber dem Papst. Dies versprach der Habsburger auch im Namen seiner Brüder, dafür wurde er ohne Lösegeldzahlung aus der Gefangenschaft entlassen. Sollte ihm die Umsetzung dieser Versprechen nicht gelingen, sollte er sich wieder zurück in Haft begeben. Zur Absicherung des Abkommens sollte Friedrichs Tochter Elisabeth mit Ludwigs Sohn Stephan verheiratet werden.
Das Abkommen wurde in Urkundenform festgehalten. Graf Berthold von Henneberg, der Beichtvater Ludwigs IV., und Dietrich von Pillichsdorf, Marschall in Österreich, beurkundeten, dass zwischen Ludwig und Friedrich eine Einigung erzielt wurde. Einige Chronisten berichten darüber hinaus von symbolischen Handlungen. Da Friedrichs Brüder die Regelungen jedoch nicht akzeptierten, begab sich Friedrich zurück in die Gefangenschaft. Mit dem Münchener Vertrag vom 5. September 1325 einigten sich Ludwig IV. und Friedrich der Schöne schließlich auf ein Doppelkönigtum.